# Ahmad Maschhadi
Ahmad Maschhadi (Mīr Aḥmad al-Ḥusaynī Mashhadī; anhörenⓘ persisch [æhmæd ɛ mæʃhædi] احمد مشهدی‎; * unbekannt; † 1578 in Mazandaran), auch als Mir Sayyid Ahmad bekannt, war ein bedeutender Kalligraf der Nastaliq-Schrift im 16. Jahrhundert und kam aus Maschhad. Er war zudem Lyriker. Einige seiner Gedichte existieren noch im Original.

## Leben
Maschhadi erlernte die Kunst der Kalligrafie bei Mir Ali Heravi in Herat. Nach der schaibanidischen Eroberung der Stadt, siedelten beide nach Buchara über. Nach dem Tod Heravis arbeitete Maschhadi für einige Zeit in der Bibliothek des Abd ol-Asis Chan Osbak als Schreiber. Nach dem Tod Abd ol-Asis Chans kehrte er in die Heimat zurück. Dort arbeitete er wiederum als Schreiber im Hof des Tahmasp I. und dessen Nachfolger Ismail II. Er verstarb 1578 in Masandaran.

## Seine Schüler
- Hassan Ali Maschhadi
- Aliresa Maschhadi
- Mohammad Rahim Maschhadi
- Ghanei
- Mohammad Hosseyn Tabrizi
- Ahmad Monschi Ghomi, der Verfasser des Buches Golestan-e-Honar[2]